# Aqueduc de Contray
Pour un article plus général, voir aqueduc.
L'aqueduc de Contray est un aqueduc de l'époque gallo-romaine situé sur les communes de Loches et Ferrière-sur-Beaulieu, dans le département d'Indre-et-Loire. 
Daté du Ier siècle et à usage privé, il a probablement servi à l'alimentation d'une habitation du type villa située à quelques centaines de mètres à l'ouest des vestiges encore en place, quatre piles en petit appareil, alors que le captage se trouvait selon toute vraisemblance un kilomètre plus à l'est, au niveau d'une source dans la forêt de Loches.

## Localisation
Les vestiges de l'aqueduc de Contray se trouvent en bordure de la forêt de Loches, à 3 km au nord-est de cette commune et à 200 m environ à l'est du hameau de Contray. L'aqueduc et le hameau sont installés sur le flanc sud d'un vallon qui, parti de la forêt, rejoint l'Indre ; le ruisseau de Contray coule au fond de ce vallon.

## Description

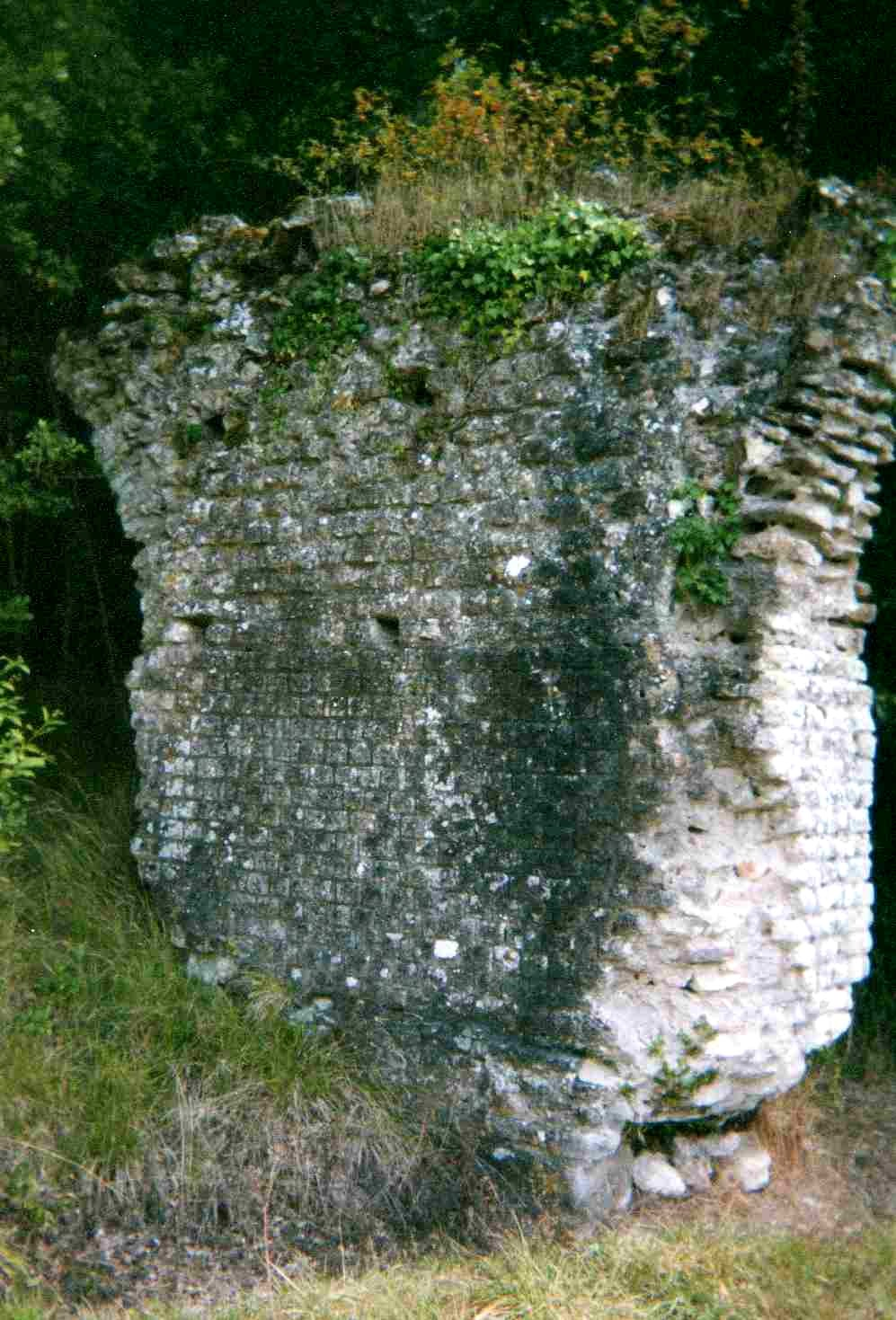
Vestige d'une pile de l'aqueduc de Contray montrant le départ des arches.

Les vestiges nettement visibles de l'aqueduc, en 2015, consistent en quatre piles à l'est du hameau de Contray. Trois de ces piles, consécutives, alignées d'est en ouest et espacées de 3 m, sur plan rectangulaire de 2,50 × 1,40 m, ont perdu les arches qui les reliaient et supportaient la canalisation. La quatrième pile, isolée à plus de 9 m à l'est des précédentes, ce qui suggère qu'au moins une pile intermédiaire a disparu, est plus massive et conserve encore le départ de ses arches ; cette dernière pile se trouve sur la commune de Ferrière-sur-Beaulieu. La hauteur des vestiges de ces piles s'établit à environ 4 m au-dessus du niveau du sol moderne. Plus loin vers l'est encore, à l'entrée de la forêt, deux amas de pierres dans l'alignement parfait des piles sauvegardées témoignent de la présence de deux autres piles. Au-delà de ce point, dans la direction de la source présumée de l'aqueduc, l'élévation du niveau du sol suggère que la canalisation de l'aqueduc a pu être souterraine.
L'architecture des piles est constante d'une pile à l'autre. Un parement en petit appareil de petits moellons calcaires de 12 × 9 cm enserre un noyau en blocage grossier. Les joints entre les moellons du parement ne paraissent pas repris au fer. Aucune terre cuite (brique ou tuile) ne semble entrer dans la structure du parement ; le départ des claveaux des arches est constitué de moellons étroits disposés en éventail, la courbure étant obtenue par la variation de l'épaisseur des joints. Le chaînage des angles des piles est assuré par des moellons plus grands et croisés.

## Origine, tracé et destination

Plan du site de l'aqueduc.

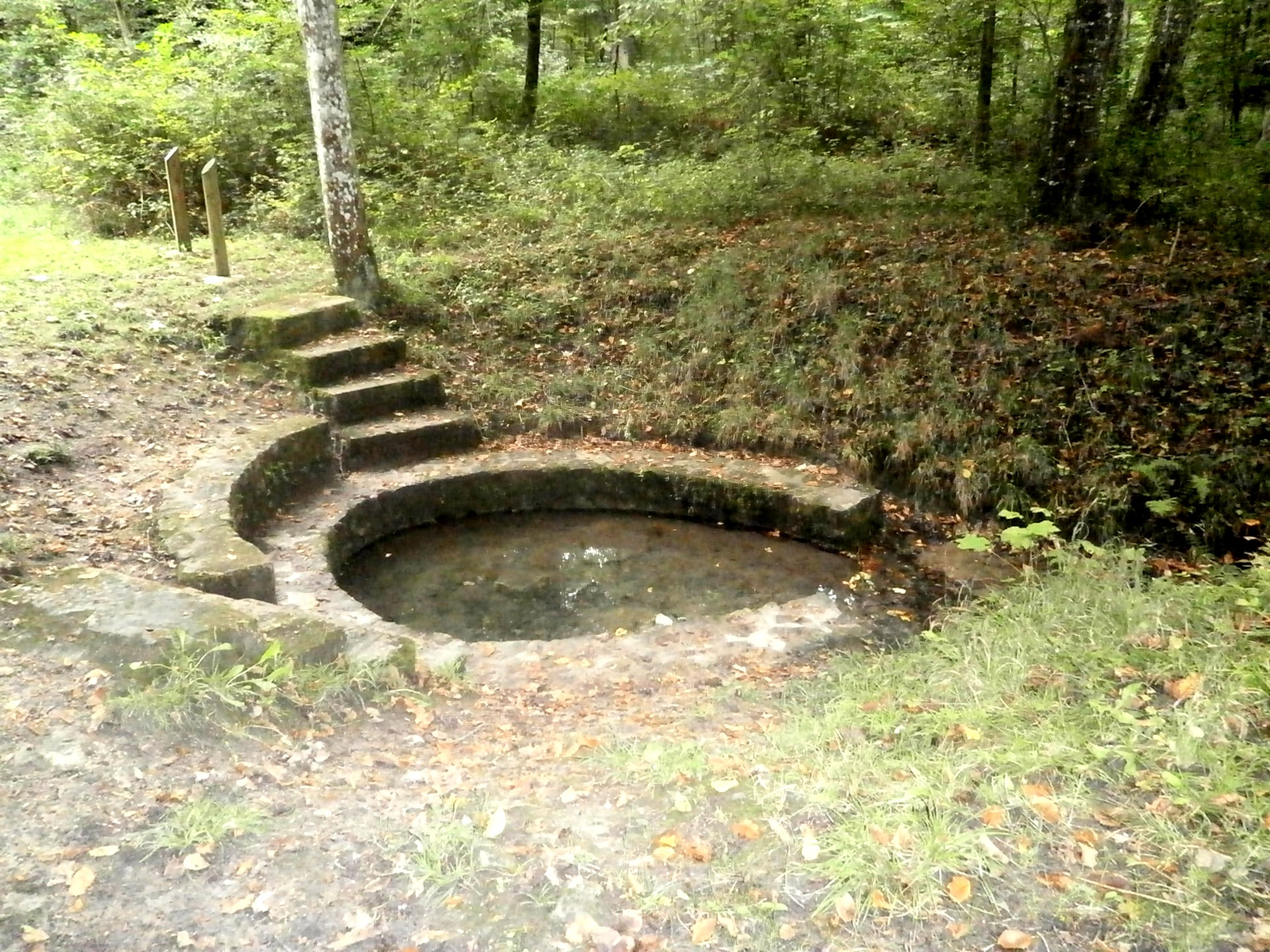
Source d'Orfonds
(margelle et escalier sont modernes).

L'aqueduc captait vraisemblablement la source d'Orfonds, en forêt de Loches, ou un ensemble de sources à proximité, à 1,3 km à l'est des vestiges sur le territoire communal de Ferrière-sur-Beaulieu, ce qui lui confèrerait une longueur totale d'environ 1,5 km pour un dénivelé d'environ 9 m, une pente importante déjà signalée au XIXe siècle mais pas exceptionnelle pour un aqueduc romain. 
Si la canalisation de l'aqueduc était, dans sa partie terminale, portée par un pont, il est fort probable que le premier kilomètre de son tracé, compte tenu du relief, ait été souterrain.
Au début du XIXe siècle, il était envisagé que l'aqueduc pouvait desservir une mansio en bordure de l'Indre, sur l'itinéraire antique qui relie Loches à Tours, mais cette hypothèse de l'alimentation d'un établissement à plus d'un kilomètre des vestiges connus, sur l'autre rive de l'Indre, n'est pas recevable au regard des données topographiques. La découverte dans les années 1860 de vestiges d'un vaste établissement sur le site de Contray, au nord-ouest des habitations modernes, confirmée par la prospection aérienne dans les années 1970, suggère que cet aqueduc était plutôt destiné à alimenter en eau cet habitat, qualifié de « villa ». Les observations faites sur place bien qu'aucune fouille n'ait été réalisée, ainsi que les travaux agricoles, ont permis de mettre au jour, outre les traces de murs, des tegulae et des monnaies en bronze d'Hadrien à Gallien, c'est-à-dire couvrant l'ensemble des IIe et IIIe siècles.

## Historique
Le style architectural des vestiges de l'aqueduc et les éléments mobiliers retrouvés sur le site de Contray, et notamment les monnaies, permettent de poser l'hypothèse de la construction de l'aqueduc au Ier siècle, si le lien entre ce monument et l'habitat mis en évidence à Contray est retenu. Un fonctionnement de l'aqueduc jusqu'à la fin de IIIe siècle est possible, cette période étant couverte par les trouvailles monétaires faites sur le site. L'histoire de l'aqueduc jusqu'au XIXe siècle ne semble pas documentée.
Le 19 août 1869, et dans le cadre du congrès archéologique de France organisé par la société française d'archéologie à Loches, cette association, avec l'appui de la société archéologique de Touraine, rachète aux propriétaires privés les vestiges de l'aqueduc.
En 1907, un observateur note que « les piles sont couvertes de végétation nuisant à la conservation ». En 1970, la société française d'archéologie fait don de l'aqueduc à la ville de Loches. Les vestiges ne font l'objet d'aucune protection au titre des monuments historiques.